# Spider-Man et ses amis exceptionnels
Spider-Man L'Incroyable Hulk (en)
Spider-Man et ses amis exceptionnels (Spider-Man and His Amazing Friends en version originale) est une série d'animation américaine produite par Marvel Productions. Les personnages principaux sont Spider-Man, Iceberg et Firestar. Ils forment le trio nommé les Spider-Friends et combattent de nombreux super-vilains.

## Synopsis
Peter Parker (Spider-Man), Bobby Drake (Iceberg) et Angelica Jones (Firestar) sont trois étudiants à l’Empire State University. Ils combattent dans le premier épisode le Scarabée et, après leur victoire, ils décident de former une équipe nommée les « Spider-Friends ». Ils vivent ensemble chez May la tante de Peter. Ensemble, ils combattent de nombreux super-vilains.

## Diffusions
La série est diffusée le samedi matin sur NBC de 1981 à 1983 puis rediffusée de 1984 à 1986. À la fin des années 1980, elle est diffusée en double programme avec une autre série mettant en vedette Spider-Man dans une émission intitulée Marvel Action Universe (en).
Lors de la deuxième saison, le dessin animé est programmé avec une série d'animation dont la vedette est Hulk. Le titre devient alors The Incredible Hulk and the Amazing Spider-Man bien que les deux personnages ne se rencontrent pas. Stan Lee est le narrateur de cette deuxième saison).
Le titre change de nouveau lors de la saison suivante puisque l'ordre des personnages est inversé. La série s'intitule désormais The Amazing Spider-Man and the Incredible Hulk. Stan Lee continue à en être le narrateur.
En France, la série est inédite jusqu'à sa diffusion au lancement de la plateforme Disney +, en 2020, où la série a bénéficié d'un doublage français pour l'occasion.

## Distribution

### Voix originales
- Dan Gilvezan : Peter Parker / Spider-Man
- Kathy Garver : Angelica Jones / Firestar
- June Foray : Tante May
- Allan Melvin : Electro
- Hans Conried : Caméléon
- Frank Welker : Bobby Drake / Iceberg, Flash Thompson, Oncle Ben, Matt Murdock / Daredevil
- George DiCenzo : Captain America
- Dennis Marks : Dr Faustus, Norman Osborn / Bouffon vert
- Shepard Menkin : Dr Fatalis
- Jerry Dexter : Feu du soleil
- John Stephenson : Colossus, Loki, Shocker, Épervier, Erik le Viking, Surtur, Ymir
- Janet Waldo : Shanna, Zerona
- William Woodson : Dr Strange, Namor, J. Jonah Jameson
- Al Fann : Swarm
- Peter Cullen : Bruce Banner / Hulk

### Voix françaises
- Sébastien Hébrant : Peter Parker / Spider-Man
- Bruno Mullenaerts : Bobby Drake / Iceberg
- Delphine Moriau : Angelica Jones / Firestar
- Nathalie Hons : Tante May
- Michelangelo Marchese : le Bouffon vert
- Peppino Capotondi : Electro, le Scarabée
- Martin Spinhayer : J. Jonah Jameson
- Claudio Dos Santos : Bruce Banner / Hulk
- Robert Dubois : le Fléau
- Stanny Manaert : Wolverine
- David Manet : PR. Xavier
- Patrick Donnay: Père de Fire Star
- Arnaud Crevecoeur : Cyclop
- Robert Guilmard : Loki
- Nicolas Matthys : Thor
- Steve Driesen : Mysterio
- Jean-Marc Delhausse : Magneto
- Patrick Waleffe: Kraven
- Olivier Premel : Le chevalier Noir
- Michel Hinderyckx : Mordred

Source : Planète Jeunesse

## Commentaires
- Le personnage de la mutante Firestar a été créé spécialement pour la série. En effet, initialement il était envisagé que Torche humaine soit - aux côtés d'Iceberg - l'un des amis extraordinaires de Spider-Man, pour des raisons de droits de personnage il n'a pas pu être utilisé et pour le remplacer le personnage de Firestar a été créé.

- Durant la série, plusieurs autres personnages Marvel Comics se sont joints à Spider-Man et ses amis pour vaincre ses ennemis tel que : Captain America, Hulk ou encore l'équipe des X-Men.